# Lyraphora vittivaria
Lyraphora vittivaria är en skalbaggsart som beskrevs av Lea 1914. Lyraphora vittivaria ingår i släktet Lyraphora och familjen Cetoniidae. Inga underarter finns listade i Catalogue of Life.